# Кітіон (місто-держава)

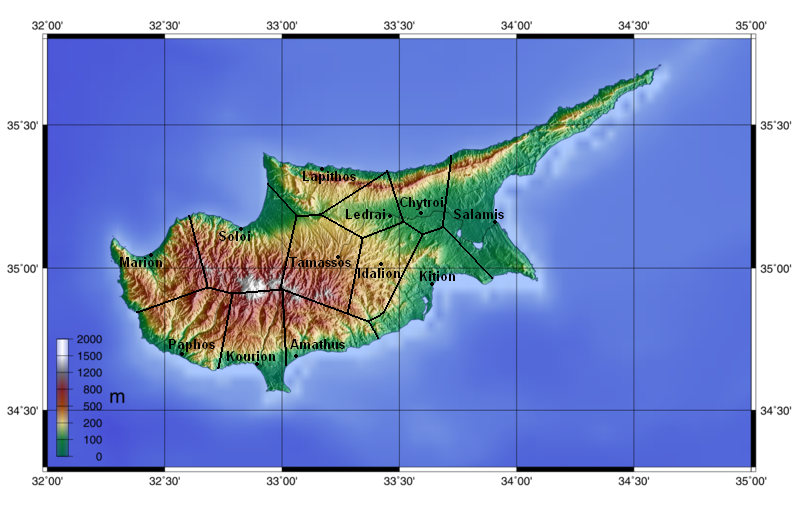
Мапа міст-держав стародавнього Кіпру

Кітіон (дав.-гр. Κίτιο, лат. Citium) — стародавнє місто давньогрецьке портове місто, яке знаходиться на західній частині північного берега острова Кіпр. місто згадується в записах на табличках царя Ассирії Асархаддона в 673/2 році до нашої ери, як одно з десяти міст-держав античного Кіпру.

## Історія
- фінікійська колонія (800—500 до н. е.)
- Стасікіпр (498—480 до н. е.)
- Кара (480 до н. е.)
- Баалмелек I (480—450 до н. е.)
- Ашбаал (450—420 до н. е.)
- Абд-Ешмун (420—410 до н. е.)
- Баалмелек II (410—390 до н. е.)
- Демонік (388—385 до н. е.)
- Мелекіатон (385—375 до н. е.)
- Пум'ятон (375—312 до н. е.)
- під владою Птолемея I (312—306 до н. е.)
- Деметрій I Поліоркет (306—294 до н. е.)
- держава Птолемеїв (294-58 до н. е.)